# Холстен, Лука
Лука Холстен (лат. Lucas Holstenius; 1596—1661) — германский католический гуманист, географ и историк.

## Биография
Единственным источником сведений о жизни Луки Холстена, помимо его писем, является биография, написанная гамбургским юристом и архивариусом Николаусом Вилкенсом. Согласно этим источникам, Лука Холсте (Lucas Holste) родился 17 сентября 1596 в Гамбурге, и был седьмым ребёнком состоятельного лютеранина-красильщика Петера Холсте, и его супруги Мирии Шиллингс (Maria Schillings). С 5 до 14 лет Лука обучался в школе, в следующем году его отправили продолжать обучение в академии Ростока. Через непродолжительное время Холстены решили, что «варварское» образование не подходит их сыну, и в мае 1616 года Луку отправили завершать образование в недавно основанный протестантский Лейденский университет. В Лейдене Лука проявил склонность к медицине и классическим языкам, а также к трудам древних географов. Сохранился традиционный для того времени «дружеский альбом» Холстена, в котором оставили свои записи известные учёные старшего поколения Филипп Клювер, Даниэл Хейнсий, Гаргард Фоссиус, Йоханнес Меурзий и другие. С первым из них Холстен путешествовал по Италии (конец 1618 — конец 1619), вместе с Эрициус Путеанусом — по Испанским Нидерландам. По возвращении в Лейден из Италии Лука ощутил склонность к учению Августина и начал рассматривать переход в католичество. В 1620 году Холстен на непродолжительное время посетил родной Гамбург, в 1621 году совершил путешествие в Данию. По совету Клювера, провёдшего значительное время в Англию, 10 июня 1622 года Холстен отправился в Оксфорд, и уже 27 июня работал в Бодлианской библиотеке. В Англии записи в альбом Холстена оставили библиотекари Томас Джеймс и Джон Роуз, профессор математики Генри Бригс и богослов Джон Придо. Со всеми из них впоследствии Холстен поддерживал дружескую переписку. С библиотекарем Патриком Янгом, предоставившего жильё немецкому студенту, у Холстена установились наиболее доверительные отношения. Позднее, уже проживая в Риме, благодаря английским связям, Холстен удостоился знакомства с Джоном Мильтоном.
Следующий этап жизни Холстена связан с Парижем, где ему удалось получить должность библиотекаря Анри де Мема, президента парламента. Благодаря должности, Холстен смог значительно расширить круг своих знакомств среди французских эрудитов, среди которых были Никола Риго, братья Дюпюи, Никола-Клод Фабри де Пейреск, Габриэль Ноде. Перейдя окончательно в католицизм в 1624 году Холстен стал подыскивать постоянную работу, и друзья порекомендовали его кардиналу Франческо Барберини, племяннику недавно избранного папы Урбана VIII (1623—1644). Оба представителя семьи Барберини интересовались науками, и кардинал нуждался в хранителе для своей растущей библиотеки. В 1626 году Холстен прибыл в Рим, где прожил до конца жизни. Постепенно, очевидно, при помощи кардинала, Холстен получил ряд доходных синекур, а в 1643 году принял сан священника.
По поручению кардинала Барберини Холстен посетил библиотеки и хранилища рукописей в Неаполе, Мессине и Палермо. В монастыре Монтекассино он обнаружил ранее не известные произведения Петра Диакона и документы, относящиеся к Халкидонскому собору. Репутация Холстена среди членов сообщества Республики учёных неуклонно росла, и многие исследователи обращались к его услугам для доступ к рукописям собрания Barberiniana.
Лука Холстен скончался в Риме в 1661 году и был похоронен в «церкви германской нации» Санта-Мария-дель-Анима. Там же ему на средства Франческо Барберини был построен мемориал работы скульптора Антонио Джоржетти. Аллегорический медальон в центре памятника изображает две реки, которые доминировали в жизни учёного: Эльба, на которой он родился, и Тибр, на берегу которого он умер. Сидящая слева фигура символизирует церковную историю, справа — географию, а увенчивает композицию аллегория философии, несущая Солнце, отсылающее либо к Томмазо Кампанелле или самому Барберини. Расположенный ниже латинский текст даёт краткую характеристику деятельности Холстена. Архив Холстена достался его покровителю и, в составе Biblioteca Barberiniana в 1902 году влился в Ватиканской библиотеки.

## Избранные труды
- Lucas Holstenius. Lucae Holstenii Epistolae ad diversos / Jo. Franc. Boissonade. — Parisiis: Bibliopolio Græco-Latino-Germanico, 1817. — 538 p.
- Lucas Holstenius. Dissertatio de vita et scriptsis Porphirii Philosophis / Testo con Introduzione, Traduzione e Note a cura di Giovanna Varani. — ILIESI CNR, 2019. — 428 p. — ISBN 9788897828112.